# Mollia williamsii
Mollia williamsii är en malvaväxtart som beskrevs av Charles Baehni. Mollia williamsii ingår i släktet Mollia och familjen malvaväxter. Inga underarter finns listade i Catalogue of Life.